# È l'amore/È capitato anche a me
È l'amore/È capitato anche a me è il quarto singolo del duo italiano Cochi & Renato, pubblicato nel 1969.

## Descrizione
Il singolo segna per Cochi e Renato il passaggio dall'etichetta discografica Bluebell Records alla major RCA Milano, con cui pubblicheranno lo stesso anno anche il loro primo album, registrato dal vivo al Derby Club, Una serata con Cochi & Renato.
Il disco contiene i brani È l'amore ed È capitato anche a me, scritti entrambi da Cochi Ponzoni e Renato Pozzetto assieme a Enzo Jannacci. È l'amore è contenuta anche nell'album dal vivo Una serata con Cochi & Renato ed è in seguito stata inclusa in numerose compilation di artisti vari. È capitato anche a me è presente unicamente su questo 45 giri ed è stata inclusa solamente in una compilation, Cabaret 1, pubblicata in CD nella collana Il dizionario della canzone italiana della Curcio Editore nel 1990.
Il singolo è stato pubblicato nel 1969 dalla RCA Milano in un'unica edizione in formato 7" con numero di catalogo M3.

## Tracce
1. È l'amore (Cochi Ponzoni, Enzo Jannacci, Renato Pozzetto)
2. È capitato anche a me (Cochi Ponzoni, Enzo Jannacci, Renato Pozzetto)

## Crediti
- Cochi Ponzoni - voce, chitarra
- Renato Pozzetto - canto, chitarra

## Edizioni
- 1969 - È lamore/È capitato anche a me (RCA Milano, M3, 7")